# Número serial

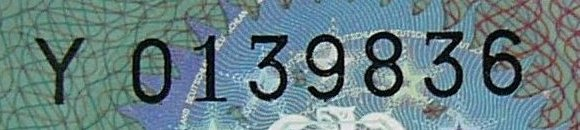
Número de série de um documento de identidade.

O número serial, número de série ou código serial  é um número que identifica produtos, muitas vezes ligados à informática. É atribuído um número único de identificação. Por exemplo: drives, disquetes, CD, HD, outros meios físicos que armazenam dados, e até jogos e softwares. O número serial é (ou deveria ser) inalterável. Pode ser uma combinação de números e letras para ativar um software shareware ou que tem algumas limitações implantadas pela empresa desenvolvedora do software. São úteis no controle de qualidade, uma vez que, se um defeito é encontrado na produção de um determinado lote de produto, o número de série irá identificar rapidamente quais as unidades que irão ser afetadas. Números de série também são utilizados como meio de dissuasão contra roubo e contrafação de produtos em que números de série podem ser gravados, o roubo de mercadorias ou de outra forma irregular podem ser identificados. Muitos falsificadores criam o chamado "crack", técnica que impede que seja pedido serial.
Às vezes abreviado como, SN ou S / N, um número de série é um número exclusivo utilizado para fins de identificação e inventário. Um número de série permite a uma empresa para identificar um produto e obter informações adicionais sobre o assunto, para substituição, ou como um meio de encontrar peças compatíveis.
Hardware - Um número de série para um dispositivo de hardware , como um computador ou impressora quase sempre pode ser encontrado na parte inferior ou traseira do dispositivo.
Software - números de série de software , também conhecidos como números de identificação do produto e CD-Keys , estão incluídos com a embalagem que o incluído com o software , normalmente em caixa de CD.
A inserção de números de série deve obedecer a ISO 9001/2000.

## Aplicações da numeração serial

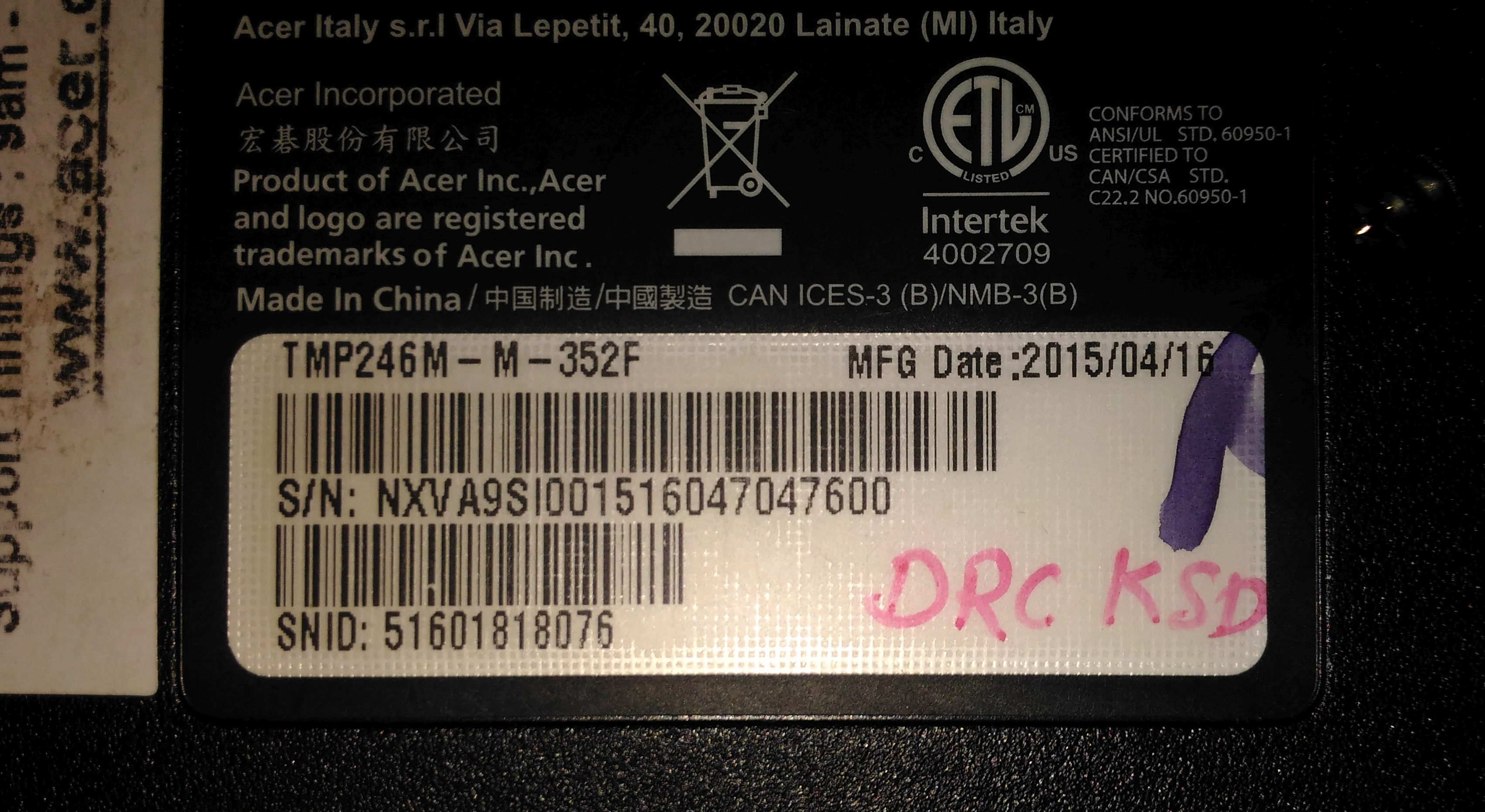
Número de série de um computador portátil.

Os números de série identificam unidades individuais idênticas com muitas, usos óbvios. Os números de série são dissuasivos contra roubo e produtos falsificados, pois podem ser gravados e roubados ou outros bens irregulares podem ser identificados. As notas e outros documentos transferíveis de valor possuem números de série para ajudar na prevenção de falsificação e rastreamento de roubos.
Eles são valiosos no controle de qualidade , uma vez que um defeito é encontrado na produção de um determinado lote de produto, o número de série identificará quais unidades são afetadas.

### Números de série para intangíveis
Os números de série podem ser usados para identificar objetos físicos ou intangíveis individuais (por exemplo, software de computador ou o direito de jogar um jogo multijogador online). O propósito e a aplicação são diferentes. Um número de série do software, ou seja, a chave do produto, normalmente não é incorporado no software, mas é atribuído a um usuário específico com o direito de usar o software. O software funcionará apenas se um usuário potencial entrar em um código de produto válido. A grande maioria dos códigos possíveis são rejeitados pelo software. Se um usuário não autorizado estiver usando o software, o usuário legítimo pode ser identificado a partir do código. Geralmente, não é impossível, para um usuário não autorizado criar um código válido, mas não alocado, tentando muitos códigos possíveis, ou engenharia reversa do software; O uso de códigos não alocados pode ser monitorado se o software fizer uma conexão com a Internet.

## Outras utilizações do termo
O termo "número de série" às vezes é usado para códigos que não identificam uma única instância de algo. Por exemplo, o número de série padrão internacional ou ISSN usado em revistas e outros periódicos, um equivalente ao número de livro padrão internacional (ISBN) aplicado aos livros, é atribuído em série não a cada cópia individual, mas a uma questão de um periódico. Tem esse nome do uso da ciência da biblioteca da palavra "serial" para significar um periódico.
Certificados e autoridades de certificação (CA) são necessários para o uso generalizado da criptografia . Estes dependem da aplicação de números de série rigorosamente matemáticos e aritmética de números de série, novamente, não identificando uma única instância do conteúdo a ser protegido.

### Uso militar e do governo norte-americano

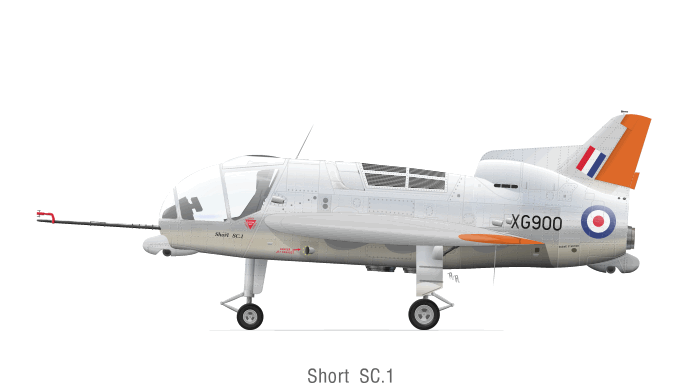
O RAF serial (XG900) no Short SC.1

Nas forças aéreas, o número de série é usado para identificar individualmente aeronaves individuais e geralmente é pintado em ambos os lados da fuselagem da aeronave, na maioria das vezes na área da cauda, embora em alguns casos a série seja pintada no lado da aeronave barbatana / leme (s). Por isso, o número de série às vezes é chamado de "número de cauda".
Na Royal Air Force (RAF) do Reino Unido, a série individual assume a forma de duas letras seguidas de três dígitos, por exemplo, BT308 - o protótipo Avro Lancaster ou XS903 - um relâmpago elétrico inglês F.6 ao mesmo tempo baseado na RAF Binbrook. Durante as aeronaves RAF da Segunda Guerra Mundial que eram secretas ou que transportavam equipamentos secretos, "/ G" (para "Guarda") anexado à série, indicando que a aeronave deveria ter uma guarda armada em todos os momentos enquanto estava no chão , por exemplo, LZ548 / G-o protótipo De Havilland Vampire jato lutador , ouML926 / L -a Havilland Mosquito XVI experimentalmente equipado com H2S radar . Antes desse esquema, a RAF e a antecessora Royal Flying Corps (RFC), utilizavam uma série composta por uma carta seguida por quatro figuras, por exemplo, D8096 - um Bristol F.2 Fighter atualmente de propriedade da coleção Shuttleworth ou K5054 - o protótipo Supermarine Spitfire. O número de série segue a aeronave ao longo de seu período de serviço.
Em 2009, a US FDA publicou um rascunho de orientação para a indústria farmacêutica para usar números de série em pacotes de medicamentos de prescrição. Esta medida aumentará a rastreabilidade dos medicamentos e ajudará a prevenir a contrafacção.

## Aritmética do número de série
Os números de série são freqüentemente usados em protocolos de rede . No entanto, a maioria dos números de seqüência em protocolos de computador são limitados a um número fixo de bits, e se desligará após ter sido atribuído um número suficiente de números. Assim, números de série alocados recentemente podem duplicar números de série muito antigos, mas não outros números de série alocados recentemente. Para evitar a ambiguidade com esses números não únicos, RFC  1982 "Serial Number Arithmetic", define regras especiais para cálculos envolvendo esses tipos de números de série.